# Harrijaure
Harrijaure är en sjö i Jokkmokks kommun i Lappland och ingår i Luleälvens huvudavrinningsområde. Sjön har en area på 3,69 kvadratkilometer och ligger 271 meter över havet. Sjön avvattnas av vattendraget Harrijaurebäcken.
Harrejaure kan syfta på ett antal insjöar i Sverige. Namnet är samiskt och kan på svenska översättas med Harrsjön.

## Delavrinningsområde
Harrijaure ingår i det delavrinningsområde (739661-168759) som SMHI kallar för Utloppet av Harrijaure. Medelhöjden är 321 meter över havet och ytan är 22,8 kvadratkilometer. Räknas de 5 avrinningsområdena uppströms in blir den ackumulerade arean 67 kvadratkilometer. Harrijaurebäcken som avvattnar avrinningsområdet har biflödesordning 3, vilket innebär att vattnet flödar genom totalt 3 vattendrag innan det når havet efter 168 kilometer. Avrinningsområdet består mestadels av skog (63 procent) och sankmarker (11 procent). Avrinningsområdet har 4,18 kvadratkilometer vattenytor vilket ger det en sjöprocent på 18,3 procent.